# Susanne Oldenburg
Susanne Oldenburg (født 26. maj 1952) er en dansk skuespiller.

## Filmografi
- Lad isbjørnene danse (1990)
- Slip hestene løs (2000)
- Italiensk for begyndere (2000)